# Église Saint-Barthélémy de Chaspuzac
Pour les articles homonymes, voir Église Saint-Barthélémy.
L'église Saint-Barthélémy est une église catholique située à Chaspuzac, en France.

## Localisation
L'église est située dans le département français de la Haute-Loire, sur la commune de Chaspuzac.

## Historique
L'édifice date des XIIe et XVe siècles.
Il est classé au titre des monuments historiques en 1907.